# Michael Bergin
Michael John Bergin (* 18. März 1969 in Waterbury, Connecticut) ist ein US-amerikanischer Filmschauspieler und Model. Bekannt wurde er vor allem durch die Rolle des J.D. Darius in der Fernsehserie Baywatch.

## Leben
Michael Bergin wuchs in Connecticut auf und besuchte die University of Connecticut.
Während seiner Zeit am College begann er mit dem Modeln. Seit 1995 ist er als Film- und vor allem Fernsehschauspieler tätig. In den Jahren 1997 bis 2001 spielte er in der Serie Baywatch – Die Rettungsschwimmer von Malibu die Rolle des J.D. Darius.
Am 24. September 2004 heiratete er Joy Tilk, mit der er zwei Kinder hat. Er arbeitet als Immobilienmakler in Beverly Hills.

## Filmografie (Auswahl)
- 1995: Central Park West  (Fernsehserie, 3 Folgen)
- 1996: The Proprietor
- 1997–2001: Baywatch – Die Rettungsschwimmer von Malibu (Baywatch, Fernsehserie, 88 Folgen)
- 1998: Cosby (Fernsehserie, 1 Folge)
- 1998: Baywatch: Traumschiff nach Alaska (Baywatch: White Thunder at Glacier Bay, Fernsehfilm)
- 1999: Partners (Fernsehserie, 1 Folge)
- 2000: Der Club der gebrochenen Herzen – Eine romantische Komödie (The Broken Hearts Club: A Romantic Comedy)
- 2000: Starforce
- 2000: Closing the Deal
- 2001: What’s Up, Peter Fuddy? (Fernsehfilm)
- 2002: Wolves of Wall Street
- 2002–2004: Passions (Fernsehserie, 12 Folgen)
- 2003: Charmed (Charmed, Fernsehserie, 1 Folge)
- 2003: CSI: Miami (Fernsehserie, 1 Folge)
- 2003: Baywatch – Hochzeit auf Hawaii (Baywatch – Hawaiian Wedding, Fernsehfilm)
- 2004: Lady Cops – Knallhart weiblich (The Division, Fernsehserie, 1 Folge)
- 2005: Family Plan (Fernsehfilm)
- 2005: Fatal Reunion
- 2005: Central Booking (Fernsehfilm)
- 2006: Holla
- 2008: Playing with Fire
- 2011: 12 Wishes of Christmas (Fernsehfilm)
- 2016: His Double Life (Fernsehfilm)
- 2016: A Husband for Christmas (Fernsehfilm)
- 2019: The Wrong Stepmother (Fernsehfilm)
- 2021: The Wrong Valentine (Fernsehfilm)